# 瓦西尔·列夫斯基国家体育场
瓦西尔·列夫斯基国家体育场，保加利亚首都索菲亚的一个体育场，为保加利亚全国第二大体育场，观众席位达43,230个。列夫斯基国家体育场地处保加利亚著名公园鲍里斯花园范围之内。该体育场得名于保加利亚民族英雄瓦西尔·列夫斯基。
列夫斯基国家体育场主要举办保加利亚国家足球队主场赛事、保加利亚杯决赛等足球赛事，以及部分田径比赛。